# Alanis Morissette: The Collection
Alanis Morissette: The Collection — сборник лучших песен Аланис Мориссетт, вышедший в США 15 ноября 2005 года. Сборник включает в себя песни с 1995 года по настоящее время, песни из саундтреков, а также кавер-версию Сила «Crazy». Ограниченное издание, включающее в себя DVD, вышло 6 декабря 2005 года. К 2010 году было продано 373.000 копий в США.
В альбом не были включены синглы Мориссетт «All I Really Want», «Joining You», «Unsent», «So Pure», «King of Pain» (кавер-версия The Police), «Precious Illusions» и европейский сингл «Out is Through». Также не были включены её ранние песни, вышедшие на MCA Records.
Ремикс на «Crazy» Джеймса Майкла можно услышать в Call of Duty 2 и фильме 2006 года Дьявол носит Prada.

## Список композиций
1. «Thank U» (Alanis Morissette, Glen Ballard)
2. «Head over Feet» (Ballard, Morissette)
3. «8 Easy Steps» (Morissette)
4. «Everything» (Morissette)
5. «Crazy» (Seal, Guy Sigsworth)
6. «Ironic» (Ballard, Morissette)
7. «Princes Familiar» (Nick Lashley, Morissette) (Alanis Unplugged)
8. «You Learn» (Ballard, Morissette)
9. «Simple Together» (Morissette)
10. «You Oughta Know» (Ballard, Morissette)
11. «That I Would Be Good» (Morissette, Ballard)
12. «Sister Blister» (Morissette)
13. «Hands Clean» (Morissette)
14. «Mercy» (Jonathan Elias, Morissette) (из The Prayer Cycle)
15. «Still» (Morissette) (из саундтрека к Догме)
16. «Uninvited» (Morissette) (из саундтрека к Городу ангелов)
17. «Let's Do It (Let's Fall in Love)» (Cole Porter) (из саундтрека к Любимчику)
18. «Hand in My Pocket» (Ballard, Morissette)
Бонус-треки:
19. «So Unsexy» (Morissette) (ванкуверская сессия, из Alanis.com или iTunes)
20. «Crazy» (Tony Kanal mix, из iTunes)

## Чарты
| Чарт (2005)              | Наивысшая позиция |
| ------------------------ | ----------------- |
| U.S. Billboard 200       | 51                |
| Switzerland Albums Chart | 9                 |
| Austria Albums Chart     | 12                |

| Чарт (2005)          | Наивысшая позиция |
| -------------------- | ----------------- |
| Italy Albums Chart   | 16                |
| Germany Albums Chart | 18                |
| United World Chart   | 32                |
| UK Albums Chart      | 44                |